# Fahd Jasim al-Furayj
Fahd Jasim al-Furayj (Rahjan, 1º gennaio 1950) è un generale e politico siriano,  ministro della difesa della Siria dal 18 luglio 2012 al 1º gennaio 2018, dal 23 giugno 2012 e anche vice-primo ministro della Siria.

## Biografia
al-Furayj è nato nel villaggio di Rahjan in una tribù araba sunnita nel 1950. È entrato nell'Esercito arabo siriano nel 1968, e si è laureato come tenente di un corpo corazzato all'Accademia militare di Homs nel 1971. al-Furayj ha frequentato diversi corsi di educazione superiore militare:
- Laurea breve in scienze militari, ufficiale corazzato, Accademia militare di Homs nel 1971
- Corso dello stato maggiore
- Corso di truppe aviotrasportate
- Comando generale e corso dello stato maggiore
- Corso di alto stato maggiore (Corso di guerra)

l'8 agosto del 2011, è stato nominato capo dello stato maggiore dell'Esercito arabo siriano in piena Guerra civile siriana. Nel dicembre del 2011, disertori dell'esercito regolare siriano hanno affermato che prima di essere nominato capo dello stato maggiore, al-Furayj aveva comandato le forze speciali siriane nella regione di Dar'a, di Idlib e di Hama durante la ribellione siriana.
ciò nonostante, il 18 luglio del 2012, dopo l'assassinio dell'allora ministro della difesa Dawoud Rajiha nell'attentato dinamitardo di Damasco, è stato nominato dal presidente Bashar al-Assad a succedere a Rajiha. È stato anche nominato vice-comandante in capo dell'Esercito arabo siriano e delle Forze armate siriane.
il 1º gennaio del 2018, il tenente generale Ali Abd Allah Ayyub è stato nominato successore di Al-Furayj come ministro della difesa.